# Кушнир, Владимир Моисеевич
Влади́мир Моисе́евич Кушни́р (4 сентября 1941, Алатырь, Чувашская АССР — 26 июля 2015, Севастополь) — советский и российский гидрофизик, учёный в области океанотехнических систем, доктор технических наук (1992), профессор (1995).

## Биография
Владимир Моисеевич Кушнир родился 4 сентября 1941 года в городе Алатырь Чувашской АССР.
- 1963 — закончил Харьковский институт машиностроения, автоматики и вычислительной техники.
- C 1966 года — место работы: Морской гидрофизический институт РАН.
  - 1983—1996 годы — заведующий лабораторией методов измерения течений;
  - с 1996 года — главный научный сотрудник отдела Дистанционных методов исследований.
- доктор технических наук (1992).
- профессор (1995).

### Научные интересы
Труды посвящены теории измерения случайных скалярных и векторных процессов в морской среде, новым измерениям, средствам для гидрофизических исследований, экспериментальным гидрофизическим исследованиям.

### Научная деятельность
Владимир Моисеевич многократно участвовал в экспедиционных рейсах на судах Морского гидрофизического института, гидрографической службы Министерства Обороны, осуществлял научное руководство работ по оборонной тематике, государственным и международным программам.
За время работы в Морском гидрофизическом институте Владимир Моисеевич подготовил 9 кандидатов наук, зарегистрировал 35 изобретений, написал 9 монографий и свыше 300 научных статей.

## Личная жизнь
Владимир Моисеевич скончался  26 июля 2015 года после непродолжительной болезни на 74-м году жизни.

## Публикации
- Автоматизация гидрофизического эксперимента. Ленинград, 1982 (в соавторстве);
- Гидрофизические исследования Карибского моря. К., 1991 (в соавторстве);
- Оценка характеристик взвешенных наносов по данным оптических сканеров // Экол. безопасность прибреж. и шельф. зон и комплекс. использование ресурсов шельфа. Севастополь, 2008. Вып. 16; Характеристики приповерхностного слоя Азовского моря по данным оптических сканеров системы MODIS // Исслед. Земли из космоса. 2009. № 3;
- Воздействие морской среды на технические системы освоения шельфа. Севастополь, 2009 (в соавторстве).

### Научная библиотека Севастопольского государственного университета[1]
- Механические нагрузки на морские буровые платформы при различной структуре поверхностных волн [Текст] / А. Ю. Ершов, В. М. Кушнир // Вестник СевГТУ. — Севастополь : Изд-во СевГТУ, 2003. — Вып. 48: Механика, энергетика, экология. — С. 55-60
- Кушнир, Владимир Моисеевич (профессор). Механические нагрузки на морские магистральные трубопроводы [Текст] / В. М. Кушнир, С. В. Федоров // Вестник СевГТУ. — Севастополь, 2001. — Вып. 30: Механика, энергетика, экология, Ч. 2 : Кораблестроение. — С. 23-30.
- Воздействие волновых течений на подводный трубопровод: физические лабораторные эксперименты / В. М. Кушнир [и др.] // Вестник СевГТУ. — Севастополь : Изд-во СевГТУ, 2004. — Вып. 55: Механика, энергетика, экология. — С. 197—207
- Вертикальные колебания морской полупогружной платформы : сборник научных трудов / И. Н. Морева, В. М. Кушнир // Вестник СевГТУ / Ред. В. К. Маригодов. — Севастополь : Изд-во СевНТУ, 2005. — Вып. 67: Механика, энергетика, экология. — 50-55
- Гидродинамические нагрузки на морской терминал: численное моделирование и экспериментальные данные / Ю. Г. Жемойдо, В. М. Кушнир, М. К. Ларин // Вестник СевГТУ / Ред. В. К. Маригодов. — Севастополь : Изд-во СевНТУ, 2007. — Вып. 80: Механика, энергетика, экология. — С. 94-99
- Моделирование процессов взаимодействия естественных течений с опорными основаниями океанотехнических систем / В. Р. Душко, Е. Д. Петрова, В. М. Кушнир // Вестник СевГТУ / Ред. В. К. Маригодов. — Севастополь : Изд-во СевНТУ, 2007. — Вып. 80: Механика, энергетика, экология. — С. 100—104
- Гидродинамика пространственных колебаний полупогружной платформы при экстремальных штормовых условиях в Черном море [Текст] / С. В. Федоров, И. Н. Морева, В. М. Кушнир // Вестник СевГТУ / Севастоп. нац. техн. ун-т. — Севастополь : Изд-во Севастоп. нац. техн. ун-та, 2009. — Вып. 97: Механика, энергетика, экология. — С. 144—149
- Характеристики воздействия поверхностных волн и течений на погружную буровую установку / В. Р. Душко, В. М. Кушнир // Вестник СевГТУ / Севастоп. нац. техн. ун-т. — Севастополь : Изд-во Севастоп. нац. техн. ун-та, 2006. — Вып. 75: Механика, энергетика, экология. — С. 65-73
- Структура поля скорости и размыв грунта вблизи вертикальной опоры океанотехнической установки / В. М. Кушнир, В. Р. Душко, С. В. Федоров // Вісник СевНТУ : зб. наук. пр. / Севастоп. нац. техн. ун-т; ред. В. К. Марігодов. — Севастополь : Вид-во Севастоп. нац. техн. ун-ту, 2010. — Вип. 106: Механіка, енергетика, екологія. — С. 158—163
- Параметры системы позиционирования глубоководной буровой платформы / А. С. Тертышникова, И. Л. Благовидова, В. М. Кушнир // Вісник СевНТУ : зб. наук. пр. / Севастоп. нац. техн. ун-т; ред. В. К. Марігодов. — Севастополь : Вид-во Севастоп. нац. техн. ун-ту, 2010. — Вип. 106: Механіка, енергетика, екологія. — С. 164—167
- Якорная система удержания глубоководной SPAR платформы на фиксированной точке бурения при экстремальных гидрометеоролических условиях Черного моря / А. С. Тертышникова, В. М. Кушнир // Вісник СевНТУ : зб. наук. пр. / Севастоп. нац. техн. ун-т; ред. Є. В. Пашков. — Севастополь : Вид-во Севастоп. нац. техн. ун-ту, 2011. — Вип. 120: Механіка, енергетика, екологія. — С. 206—210
- Технический и экологический мониторинг океанотехнических систем по данным дистанционного зондирования морской поверхности / В. М. Кушнир, С. В. Федоров, В. Р. Душко // Всеукраинская научно-техническая конференция «Системы управления и автоматики», 10-11 апреля 2007 г. : материалы конф. / Севастоп. нац. техн. ун-т. — Севастополь : Изд-во Севастоп. нац. техн. ун-та, 2007. — С. 62-63
- Сфокусированные акустические системы для оперативного определения концентрации взвеси в морской среде / В. В. Ролик, А. Н. Морозов, В. М. Кушнир // Вісник СевНТУ : зб. наук. пр. / Севастоп. нац. техн. ун-т; голов. ред. Є. В. Пашков. — Севастополь : Вид-во Севастоп. нац. техн. ун-ту, 2012. — Вип. 133: Механіка, енергетика, екологія. — С. 219—222
- Кушнир Владимир Моисеевич Нелинейная динамика океанотехнических систем: Монография / Кушнир В. М., Душко В. Р., Крамарь В. А. — М.: Вузовский учебник, НИЦ ИНФРА-М, 2016. — 320 с.: 60x90 1/16. — (Научная книга) (Обложка) ISBN 978-5-9558-0470-5[2]